# David Rigert
David Adamovič Rigert (in russo Давид Адамович Ригерт?; Nagornoje, 12 marzo 1947) è un ex sollevatore sovietico di discendenze tedesche, nato in Kazakistan, campione olimpico, mondiale ed europeo, che ha gareggiato nelle categorie dei pesi massimi leggeri (fino a 82,5 kg.), dei pesi medio-massimi (fino a 90 kg.) e dei pesi massimi primi (fino a 100 kg.). 
Nel 1999 fu introdotto nella Hall of Fame della IWF.

## Primi anni e carriera sportiva
David Adamovič Rigert nacque da genitori discendenti di famiglie di antiche origini tedesche. Durante la seconda guerra mondiale la famiglia Rigert, insieme ad altri russi di origine tedesca, fu deportata in Kazakistan, dove nacque David Adamovič.
Nel 1964 la famiglia Rigert fece ritorno al luogo in cui risiedeva prima della deportazione, il territorio del Kuban'. Lì il giovane David Rigert iniziò ad appassionarsi al sollevamento pesi e, dopo aver prestato il servizio militare, si trasferì a Šachty, sotto la guida tecnica dell'ex campione Rudol'f Pljukfel'der, su invito di quest'ultimo.
Nel 1970 Rigert fu inserito nella squadra nazionale sovietica di sollevamento pesi e nello stesso anno debuttò a livello internazionale ai campionati mondiali di Columbus, vincendo la medaglia di bronzo nella categoria dei pesi massimi leggeri con 482,5 kg. nel totale di tre prove.
L'anno seguente passò alla categoria superiore dei pesi medio-massimi e vinse dapprima la medaglia d'oro ai campionati europei di Sofia con 537,5 kg. nel totale, e qualche mese dopo vinse la medaglia d'oro ai campionati mondiali di Lima con 542,5 kg. nel totale.
Nel 1972 Rigert vinse il titolo europeo ai campionati europei di Costanza con 557,5 kg. nel totale e successivamente partecipò alle Olimpiadi di Monaco di Baviera 1972 in veste di principale favorito alla medaglia d'oro. Tuttavia Rigert, dopo aver chiuso in testa la prova di distensione lenta con buon margine sul secondo classificato, fallì clamorosamente i tre tentativi nella prova di strappo, terminando così fuori classifica.
Dopo il fallimento di Monaco '72 Rigert riuscì a risollevarsi subito, vincendo nel 1973 la medaglia d'oro ai campionati europei di Madrid con 367,5 kg. nel totale di due prove, essendo stata abolita, nel frattempo, la prova di distensione lenta su decisione della IWF. Al secondo e terzo posto si classificarono i bulgari Andon Nikolov (352,5 kg.) e Atanas Šopov (350 kg.), rispettivamente 1º e 2º classificato ai Giochi Olimpici dell'anno precedente. Alcuni mesi dopo Rigert vinse la medaglia d'oro anche ai Campionati mondiali di L'Avana con 365 kg. nel totale.
L'anno successivo fu nuovamente campione europeo a Verona 1974 con 385 kg. nel totale e campione mondiale a Manila 1974 con il record del mondo di 387,5 kg. nel totale, battendo il connazionale Sergej Poltorackij (367,5 kg.) e il tedesco orientale Peter Petzold (355 kg.).
Nel 1975 Rigert centrò ancora l'accoppiata di titoli, questa volta in un'unica competizione, vincendo la medaglia d'oro ai campionati mondiali ed europei di Mosca con 377,5 kg. nel totale, di nuovo davanti a Poltorackij (372,5 kg.) e Petzold (362,5 kg.).
Nel 1976 Rigert si aggiudicò un'altra medaglia d'oro ai campionati europei di Berlino Est con 397,5 kg. nel totale, tenendo a distanza il connazionale Adam Sajdulaev (360 kg.) e Peter Petzold (350 kg.). Qualche mese dopo prese parte alle Olimpiadi di Montréal 1976, presentandosi di nuovo come grande favorito per il titolo olimpico, e in quest'occasione non deluse, vincendo la medaglia d'oro con 382,5 kg. nel totale, battendo lo statunitense Lee James (362,5 kg.) e il bulgaro Atanas Šopov (360 kg.). In quell'anno la competizione olimpica era valida anche come campionato mondiale.
Dopo un anno di scarsa attività, Rigert tornò a vincere nel 1978, conquistando dapprima la medaglia d'oro ai campionati europei di Havířov con 397,5 kg. nel totale e successivamente, passando alla categoria superiore dei pesi massimi primi, la medaglia d'oro ai campionati mondiali di Gettysburg con 390 kg. nel totale, davanti al connazionale Sergej Arakelov (390 kg. come Rigert) e al tedesco orientale Manfred Funke (367,5 kg.).
L'anno seguente vinse la medaglia d'oro ai  campionati europei di Varna con il record mondiale di 402,5 kg. nel totale, precedendo il connazionale Pavel Syrčin (392,5 kg.) e il bulgaro Plamen Asparuhov (375 kg.), mentre non partecipò ai campionati mondiali dello stesso anno.
Nel 1980 Rigert vinse la sua ultima medaglia d'oro ai campionati europei di Belgrado con 387,5 kg., davanti al tedesco orientale Michael Hennig (372,5 kg.) e a Plamen Asparuhov (370 kg.), prima di prendere parte alla sua terza Olimpiade a Mosca 1980, valide anche come campionati mondiali, per la quale decise di ritornare velocemente alla categoria dei pesi medio-massimi, dove era comunque considerato il principale favorito, ma clamorosamente, come otto anni prima a Monaco '72, finì fuori classifica per aver fallito i tre tentativi d'ingresso nella prova di strappo.

## Ritiro e carriera di allenatore
Dopo questa seconda débacle olimpica Rigert si ritirò dall'attività agonistica e si dedicò anche lui all'attività di allenatore di sollevamento pesi, trasferendosi a Taganrog, dove creò un centro di allenamento per il sollevamento pesi. Più tardi diventò anche responsabile tecnico della nazionale sovietica di sollevamento pesi e successivamente anche della nazionale russa. Diventò anche produttore di pesi per le competizioni di questa disciplina sportiva.
Nel 2004 intraprese anche la carriera politica, venendo eletto nel Consiglio comunale di Taganrog e rieletto nel 2009 con il partito Russia Unita.
Nel corso della sua brillante carriera Rigert realizzò ben 65 record mondiali, primato superato solo dal fuoriclasse Vasilij Alekseev, di cui uno nella prova di distensione lenta, 21 nella prova di strappo, 21 nella prova di slancio, 14 nel totale di due prove e 8 nel totale di tre prove.